# (11116) 1996 EK
(11116) 1996 EK là một tiểu hành tinh vành đai chính. Nó được phát hiện bởi Seiji Ueda và Hiroshi Kaneda ở Kushiro, Hokkaidō, Nhật Bản, ngày 10 tháng 3 năm 1996.